# Occidryas dunni
Occidryas dunni är en fjärilsart som beskrevs av Gunder 1929. Occidryas dunni ingår i släktet Occidryas och familjen praktfjärilar. Inga underarter finns listade i Catalogue of Life.